# Teodor Walsleben
Teodor Franciszek Marian Walsleben (ur. 21 sierpnia 1873 we Lwowie, zm. 31 grudnia 1915 w Taszkencie) – lekarz, społecznik i filantrop.
Urodził się we Lwowie, przy ul. Okólskiej 14 jako syn znanego lwowskiego tapicera i dekoratora Teodora Amanda Johannesa Walslebena i Marii Józefy Frühauff, córki Wojciecha (Adalberta) Frühauffa, naczelnika poczty. Rodzina T. W. ze strony ojca wywodziła się z Holsztynu, a ze strony matki ze Śląska Cieszyńskiego.
W latach 1884–1891 uczęszczał do II c.k. Gimnazjum Państwowego we Lwowie (K. K. Zweiten Ober-Gymnasiums in Lemberg) z niemieckim językiem nauczania. Świadectwo dojrzałości otrzymał 3 maja 1891 r. Studiował medycynę na Uniwersytecie Jagiellońskim. W 1893 r. był stypendystą zarządzanej przez galicyjski Wydział Krajowy fundacji im. biskupa Samuela Rocha Głowińskiego W 1897 r. otrzymał tytuł doktora wszech nauk lekarskich.
Od 1901 r. zasilił personel Powszechnego Szpitala Krajowego we Lwowie (w szematyzmie odnotowany omyłkowo jako Franciszek), gdzie objął etat lekarza oddziału zakaźnego, początkowo jako sekundariusz II, a od 1902 r. I klasy. Od 1903 r. pełnił funkcję dyrektora szpitala powiatowego w Krośnie, a od 1908 r. krajowego szpitala powszechnego w Śniatynie. Służbę wojskową odbywał w lwowskim 19 Pułku Obrony Krajowej, w randze zastępcy lekarza-asystenta (Assistenzarzt Stellvertreter), prowadził również prywatną praktykę lekarską. Będąc wiernym przysiędze Hipokratesa, leczył wszystkich mieszkańców miasta i okolic. W pamięci potomnych pozostał znany jako lekarz ubogich, którym nigdy nie odmawiał pomocy, stąd zyskał przydomek „krośnieńskiego Judyma”.
W 1914 został zmobilizowany do służby wojskowej. Jako członka medycznego korpusu oficerskiego przydzielono go do służby w twierdzy w Przemyślu. Po upadku twierdzy Walsleben dostał się do rosyjskiej niewoli i został zesłany do obozu jenieckiego w Taszkencie, gdzie  pełnił funkcję ordynatora szpitala obozowego mr 160. Podczas epidemii tyfusu zaraził się od współwięźniów i zmarł 31 grudnia 1915. Cztery miesiące przed śmiercią (27 VIII 1915 r.) w zatrzymanym przez austro-węgierską cenzurę wojskową liście do ojca, pisał: „…ordynuję w szpitalu nr 160 zupełnie samodzielnie i cieszę się zupełną swobodą poruszania się…”. W spadku pozostawił dwie parcele budowlane, które zgodnie z zapisem fundacyjnym przeznaczył na budowę przytułku dla ubogich, zastrzegając nadanie swojego imienia fundacji, przytułkowi i ulicy, przy której obiekt miał się znajdować. Jego wola została wykonana po odzyskaniu przez Polskę niepodległości. Osobę Teodora Walslebena upamiętnia nazwa jednej z krośnieńskich ulic,.